# Teodozy Lubieniecki
Teodozy Lubieniecki (Rudnicki-Lubieniecki) herbu  Sas (ur. ok. 1698, zm. na przełomie października i listopada 1751) – unicki biskup łucki i ostrogski, igumen Monasteru Poczajowskiego. 

## Życiorys
Ur. na Wołyniu w rodzinie obrządku łacińskiego; był synem Aleksandra i Marianny z Tymińskich, starszym bratem Stefana (Sylwestra). Gałąź Sasów Lubienieckich przybrała przydomek Rudnickich, prawdopodobnie od wsi Rudniki. Uczył się przez 6 lat (ok. 1714–1720) w seminarium misjonarzy albo teatynów we Lwowie. Wstąpił do zakonu bazylianów – był ihumenem Monasteru Poczajowskiego i rektorem kolegium bazyliańskiego w Hoszczy na Wołyniu oraz uzyskał godność archimandryty (opata) kaniowskiego. Brał udział w kongresie hierarchii unickiej w r. 1725 w Łucku i w elekcji A. Szeptyckiego na koadiutora metropolity L. Kiszki w r. 1728 we Włodzimierzu. W r. 1727 król mianował go koadiutorem bpa łuckiego Józefa Wyhowskiego (funkcji tej zapewne nie objął). Po śmierci Wyhowskiego został w r. 1730 biskupem łuckim i ostrogskim, z honorowym tytułem egzarchy metropolii, przysługującym biskupom łuckim od końca XVI wieku. 
W 1742 r. podjął zabiegi o godność koadiutora metropolity z prawem następstwa, ale na razie bez skutku. W r. 1743 brał udział w kapitule generalnej dubieńskiej zakonu bazylianów jako legat z ramienia króla. Dn. 4 stycznia 1746 otrzymał z łaski królewskiej bogatą archimandrię żydyczyńską, a po śmierci metropolity Atanazego Szeptyckiego (30 listopada < 10 grudnia > 1746) nominację na upragnioną metropolię kijowską (28 stycznia 1747). Metropolitą jednak nie został. Zrzekł się nominacji, a otrzymał ją abp połocki Florian Hrebnicki (5 stycznia 1748), zalecony królowi w imieniu papieża przez kardynała Albaniego, protektora Polski. 
Opublikował we Lwowie w r. 1748 „Vindicatio genuini sensus ecclesiae catholicae Ruthenae”. Zmarł pod koniec października lub na początku listopada 1751 roku.